# Arielle Kebbel
Arielle Kebbel (ur. 19 lutego 1985 w Winter Park, Floryda, USA) – amerykańska aktorka.

## Życiorys
Uczęszczała do liceum w Crenshaw. Wygrała w wyborach Miss Florydy nastolatek. Kiedy miała 17 lat przeniosła się do Los Angeles by rozpocząć karierę aktorską.
Zaraz po przyjeździe do Los Angeles dostała swoją pierwszą rolę w serialu Kochane kłopoty jako Lindsay Lister.
Następnie zagrała w serialach: Prawo i bezprawie, Potyczki Amy, CSI: Kryminalne zagadki Las Vegas i CSI: Kryminalne zagadki Miami. Jej kariera nabrała tempa w 2004 roku kiedy zagrała w komedii Wysokie loty. W tym samym roku wystąpiła w serialach Clubhouse i Ekipa.
W 2005 roku wystąpiła u boku Johna Travolty i Umy Thurman w filmie Be Cool.
Zagrała również w horrorze Zapach śmierci. W 2006 roku zagrała w horrorze Klątwa 2.
W 2007 roku grała w thrillerze Daydreamer. W 2009 roku wystąpiła u boku Elizabeth Banks w filmie Nieproszeni goście, który był dużym sukcesem i zarobił 40 milionów $ na całym świecie. Pojawiała się gościnnie w takich serialach Pamiętniki wampirów i Czysta krew.

## Filmografia
- 2003–2004: Kochane kłopoty (Gilmore Girls) jako Lindsay
- 2003: Potyczki Amy (Judging Amy) jako Paige Lange
- 2003: CSI: Kryminalne zagadki Las Vegas (C.S.I.: Crime Scene Investigation) jako Right Teen
- 2004: Soul Plane: Wysokie loty (Soul Plane) jako Heather Hunkee
- 2004: Clubhouse jako Kat
- 2004: Uziemieni (Grounded for Life) jako Taya
- 2004: Ekipa (Entourage) jako Layla
- 2004: Prawo i porządek: sekcja specjalna (Law & Order: Special Victims Unit) jako Andrea Kent
- 2005: Zapach śmierci (Reeker) jako Cookie
- 2005: CSI: Kryminalne zagadki Miami (CSI: Miami) jako Pam Carpenter
- 2005: American Pie: Wakacje (American Pie: Band Camp) jako Elyse Houston
- 2005: Be Cool jako Robin
- 2005: Niecne uczynki (Dirty Deeds) jako Alison
- 2005: Dzieciak i ja (The Kid & I) jako Arielle
- 2006: Klątwa 2 (The Grudge 2) jako Allison
- 2006: Daydreamer jako Casey Green
- 2006: Trop wyjętych spod prawa (The Outlaw Trail) jako Ellie
- 2006: John Tucker musi odejść (John Tucker Must Die) jako Carrie
- 2006: Akwamaryna (Aquamarine) jako Cecilia
- 2007: The Bros. jako Kim
- 2008: Niezłomny (Forever Strong) jako Emily
- 2009: Nieproszeni goście (The Uninvited) jako Alex
- 2009–2014: Pamiętniki wampirów (The Vampire Diaries) jako Lexi Branson
- 2010: Wampiry i świry jako Rachel
- 2011: Mardi Gras: Ostatki na ostro jako Lucy
- 2011: Quiz z życia (Answer This!) jako Naomi Nahar
- 2011: I Melt with You jako Randi
- 2011–2013: 90210 jako Vanessa Shaw
- 2015: Gracze (Ballers) jako Tracy Legette
- 2017: Ciemniejsza Strona Greya (Fifty Shades Darker) jako Gia Matteo
- 2017 Cztery gwiazdki i wesele.